# Douve-floden
Douve eller Ouve er en 79 km lang flod i Normandiet i Frankrig. Douve har sit udspring i Tollevast, ved Cherbourg i departmentet Manche. Ouve er flodens gamle navn (stavet Unva i gamle tekster): Ouve lader til på et tidspunkt at være stavet forkert som "Douve floden" og derpå som "Floden ved Douve" (Douve betyder grøft). Det franske navn for floden er la Douve.
Efter at have passeret Tollevast fortsætter den gennem bakkerne på Cotentin halvøen og gennem Sottevast, l'Étang-Bertrand og Magneville. Den støder op mod Néhou og krydser Saint-Sauveur-le-Vicomte. Når den når  Bauptois, skifter den retning mod Seinebugten i den sydøstlige del af Den engelske Kanal, mens den passerer gennem Carentan.
Douve er sejlbar på grund af dens flade bund og tilstrækkelige vanddybde. Under de allieredes invasion af Hitlers Festung Europa på D-dag var floden grænsen mellem de allieredes landgangsstyrker på Utah Beach og Omaha Beach. Landgangen på Utah Beach blev først mulig, efter at de allierede havde fået tilstrækkeligt mange landgangsbåde til rådighed og havde til formål at give de allierede et godt udgangspunkt for at erobre en dybvandshavn, i dette tilfælde Cherbourg, for uden en sådan ville en længere offensiv ikke være mulig, da man ikke kunne losse de fornødne forsyninger. Hvis disse landgangsbåde ikke havde været til rådighed, ville floden have beskyttet den udsatte højre flanke ved de allieredes invasion. Med Utah inde i planen blev den brugt som beskyttelse af sydflanken til hurtigt at krydse Cotentin halvøen og erobre Cherbourg, mens de britisk-canadiske tropper hurtigt skulle erobre havnene ved Caen og senere Rouen i den modsatte ende af invasionskysten. Begge byer var velbefæstede af deres tyske forsvarere.

## Hydrologi
Merderet er en biflod til Douve.